# Обавский Камень
Обавский Камень — вершина в Украинских Карпатах, в пределах Мукачевского района Закарпатской области. Расположена на стыке двух хребтов — Плишке и Толстый, в массиве Синяк (часть Вулканического хребта). Высота горы 979 м.
Обавский Камень возвышается в западной части котловины, в которой расположен санаторий «Синяк». Название гора получила от села Обава, расположенного к югу от неё. Покрыта почти сплошными лесами (дуб, граб, бук). Привершинние склоны крутые, на вершине — обнаженная скала высотой более 80 м, с которой открывается прекрасная панорама Карпат. На юге видно Мукачевский замок и значительную часть Закарпатской низменности. На склонах гор, окружающих Обавский Камень, разбросанные утесы придают всей местности очень живописный вид.
Ближайшие населенные пункты: с. Синяк, с. Чабин, с. Дубино.